# Der Kreisel (Kafka)
Der Kreisel ist eine 1920 entstandene, kurze parabelartige Geschichte über einen unermüdlichen Philosophen von Franz Kafka. Max Brod hat sie postum betitelt und herausgegeben.

## Der komplette Text
Ein Philosoph trieb sich immer dort herum, wo Kinder spielten. Und sah er einen Jungen, der einen Kreisel hatte, so lauerte er schon. Kaum war der Kreisel in Drehung, verfolgte ihn der Philosoph, um ihn zu fangen. Dass die Kinder lärmten und ihn von ihrem Spielzeug abzuhalten suchten, kümmerte ihn nicht, hatte er den Kreisel, solange er sich noch drehte, gefangen, war er glücklich, aber nur einen Augenblick, dann warf er ihn zu Boden und ging fort. Er glaubte nämlich, die Erkenntnis jeder Kleinigkeit, also zum Beispiel auch eines sich drehenden Kreisels, genüge zur Erkenntnis des Allgemeinen. Darum beschäftigte er sich nicht mit den großen Problemen, das schien ihm unökonomisch, war die kleinste Kleinigkeit wirklich erkannt, dann war alles erkannt, deshalb beschäftigte er sich nur mit dem sich drehenden Kreisel. Und immer wenn die Vorbereitungen zum Drehen des Kreisels gemacht wurden, hatte er Hoffnung, nun werde es gelingen, und drehte sich der Kreisel, wurde ihm im atemlosen Laufen nach ihm die Hoffnung zur Gewissheit, hielt er aber dann das dumme Holzstück in der Hand, wurde ihm übel und das Geschrei der Kinder, das er bisher nicht gehört hatte und das ihm jetzt plötzlich in die Ohren fuhr, jagte ihn fort, er taumelte wie ein Kreisel unter einer ungeschickten Peitsche.

## Deutungsansätze
Eine Geschichte ist es eigentlich nicht, was hier erzählt wird: Geschichten entwerfen einen einzelnen „Fall“, hier wird berichtet, was „immer“ geschieht – und das gleich zweimal hintereinander, wenn man von dem etwas gleich langen Mittelstück (von „Er glaubte nämlich“ bis „dem sich drehenden Kreisel“) absieht. Diese Anlage des Textes erinnert an Auf der Galerie, wo ebenfalls zweimal derselbe Vorgang aus unterschiedlicher Sichtweise geschildert wird, ohne dass diesem der Status des Faktischen zukäme. Hier wie dort stellt sich die Einheit des Textes nicht über eine erzählte Handlung her, sondern im Aufeinanderprallen der beiden gegensätzlichen Beschreibungen.

### Unbestimmtheitstheorem
Das Programm des Philosophen ist, vom Standpunkt der klassischen Physik aus betrachtet, deswegen zum Scheitern verurteilt, weil ihn gerade die „Ökonomie“ seiner Herangehensweise übersehen lässt, dass er, indem er in das Spiel der Kinder eingreift, selbst Teil des Systems wird, das er begreifen will. Es geht ihm wie den Physikern, denen es nach Werner Heisenbergs (1901–1976) Unbestimmtheitstheorem von 1927 (der so genannten „Unschärferelation“) nicht gelingen kann, gleichzeitig Impuls („Drehung“) und stationären Zustand („dummes Holzstück“) von kleinsten Teilchen wie Atomen oder Elektronen zu bestimmen, weil der Messvorgang (das „Fangen“ des Kreisels) die Einheit aus beidem zerstört.

### Innerer Konflikt
Diese äußere Problematik spiegelt jedoch einen verdrängten inneren Konflikt. Nicht ohne Grund nämlich scheint sich der Philosoph ausgerechnet ein „Spielzeug“ für seine Forschung auserkoren zu haben. So „lauert“ er zwar den Kindern im Hinblick auf ein mögliches Kreiselspiel auf, verliert sie dann aber völlig aus Augen und Ohren, bis sie dann, nach dem Fehlschlagen des Experiments, plötzlich überpräsent sind und zu der Peitsche werden, die den Philosophen selbst zu einem Kreisel werden lässt – einem Kreisel, allerdings, der nicht präzise rotiert, sondern „taumelt“. Die Ausblendung der Kinder aus seinem Wahrnehmungsbereich katapultiert diesen Weisen in einen Zwischenzustand, wo weder die Rede vom „Spielzeug“ noch die vom „dummen Holzstück“ gilt. Die „großen Probleme“ wären hier tatsächlich gelöst, aber die Lösung ist das Problem.

## Form

### Grammatikalische Betrachtung
Das Werk besteht aus einem Absatz, welcher zu Beginn mit einfachen Hauptsätzen die Szenerie skizziert und in die Geschichte einführt. Auch folgend wird keine größere Komplexität aufgebaut, der Text, und somit das Dilemma des Philosophen, ist durch kurze und präzise Formulierungen klar.

### Sprachliche Darstellung
Die Sprache des kurzen Prosastücks wirkt im Allgemeinen sehr ruhig, nüchtern und objektiv. Sowohl die erste als auch die zweite Schilderung des Hergangs in der Geschichte (wie auch der Mittelteil) sind im Indikativ gehalten. Man ist daher geneigt, den ganzen Text sehr sachlich und insbesondere den zweiten Teil als Analyse des vorhergehenden zu lesen. Die Erörterung der Absichten des Philosophen macht den Eindruck, der Erzähler habe das Dilemma des Philosophen im Innersten ergründet.

### Erzählperspektive
In dieser Parabel ist die Erzählerposition schwer auszumachen. Zwar ist es der Protagonist, der zugleich Philosoph als auch Versager ist, er ist jedoch nicht der Erzähler, da auch er Teil des Schauspiels wird und von außen betrachtet wird, von einer auktorialen Ebene. So wirkt die Erzählinstanz neutral, auch wenn der Schluss: „[Er] taumelte wie ein Kreisel unter einer ungeschickten Peitsche.“ zu werten scheint.